# L'Échelle
 L'Échelle  là một xã ở tỉnh Ardennes, thuộc vùng Grand Est ở phía bắc nước Pháp.